# Pedro José Nepomuceno Cunha
Pedro José Nepomuceno Cunha, conosciuto semplicemente come Pedrinho (12 ottobre 1945), è un ex calciatore brasiliano, di ruolo difensore.

## Caratteristiche tecniche
Di ruolo terzino sinistro, fu adattato nel 1968 a centrale dall'allenatore del Bangu Plácido Monsores per permettergli di giocare accanto a Ari Clemente, che occupava la fascia sinistro come titolare indiscusso.

## Carriera
Pedrinho inizia la carriera nel Bangu, giocando nella prima squadra tra il 1967 ed il 1969. Nell'estate dello stesso anno disputò il campionato nordamericano organizzato dalla United Soccer Association: accadde infatti che tale campionato fu disputato da formazioni europee e sudamericane per conto delle franchigie ufficialmente iscritte al campionato, che per ragioni di tempo non avevano potuto allestire le proprie squadre. Il Bangu rappresentò gli Houston Stars, che concluse la Western Division al quarto posto finale.
Nell'ottobre del 1969 viene ingaggiato dal Corinthians, con cui giocò sino al 1972.
Nel 1973 passa in prestito al Vasco da Gama, a cui segue l'anno seguente il passaggio al Santa Cruz. Chiusa la carriera agonistica diviene collaboratore tecnico ed allenatore in seconda.